# Онфим

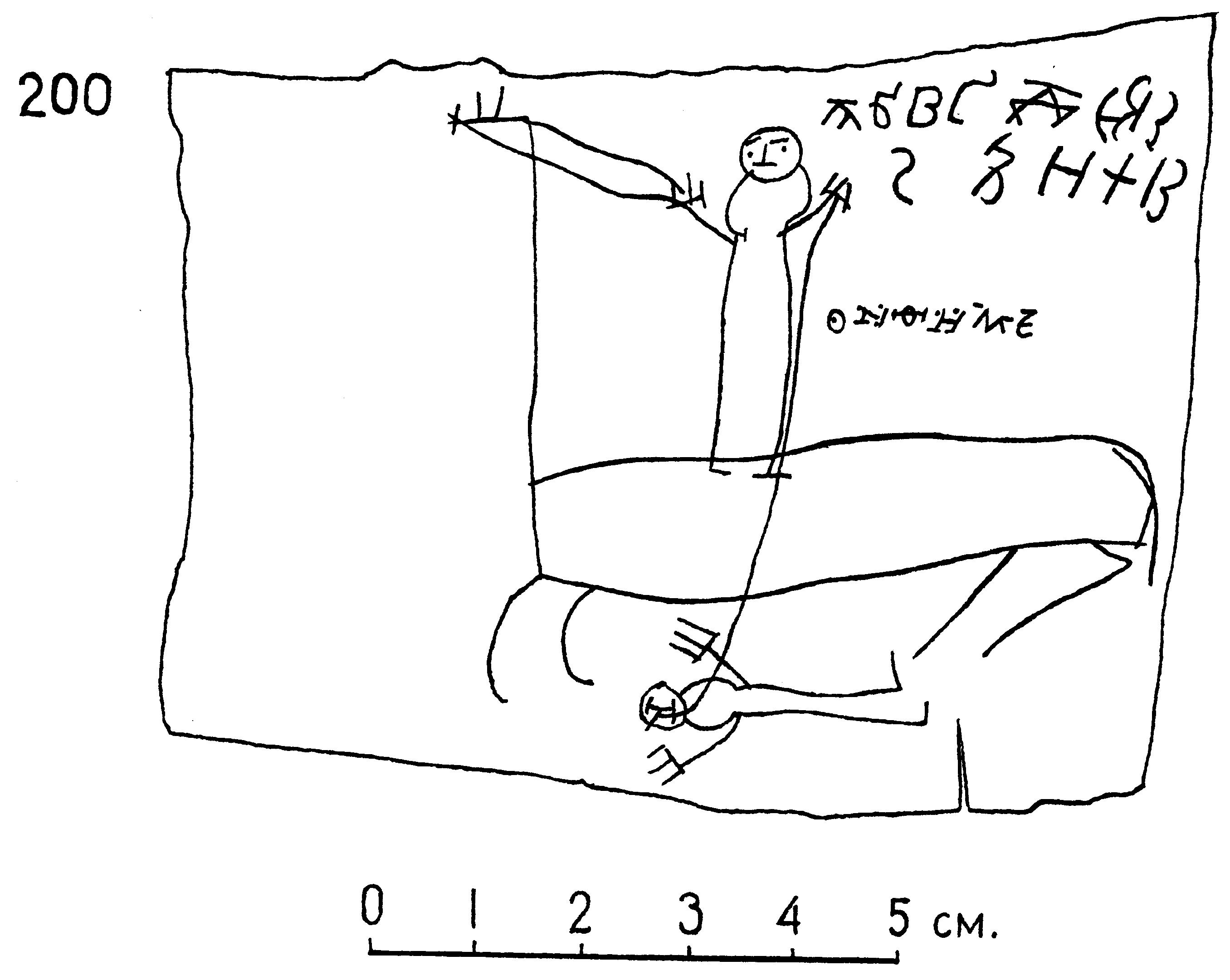
Автопортрет Онфима в образі трипалого вершника, який уражує такого ж ворога. Берестяна грамота № 200. Виписана також половина абетки від А до К

Онфим (народна версія грецького імені Анфимій) — новгородський хлопчик XIII століття, автор берестяних грамот і малюнків. Всього почерком Онфима написано 12 грамот: № 199–210 і 331, а крім того, йому належать кілька берестяних малюнків, не пронумерованих як грамоти, бо вони не містять тексту. Основна маса його грамот і малюнків знайдена 13-14 липня 1956

## Хронологія

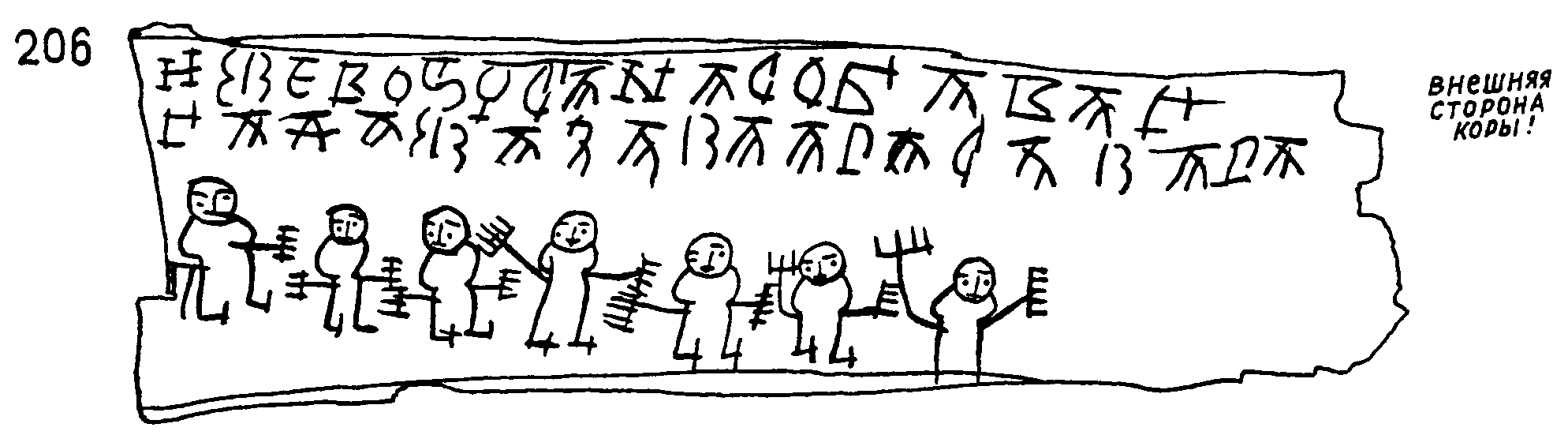
Грамота № 206, що містить склади, фрагмент з тропарю, а також сімох забавних чоловічків, кількість пальців яких сильно варіюється

У виданні «Новгородські грамоти на бересті» грамоти Онфима № 199–210 і малюнки без тексту здобули стратиграфічне датування приблизно 1224 - 1234 рр.. Однак у 1996 році було встановлено, що знайдена пізніше грамота № 331, такого ж навчального характеру, також написана дуже характерним почерком Онфима, між тим вона датована по шарах 1268-1299 рр.. Перевірка археологічної документації дозволила встановити, що всі грамоти і малюнки можна віднести до проміжного ярусу: 1234-1268 рр..
Мабуть, Онфим всі свої грамоти й малюнки (крім, можливо, № 331) одночасно втратив, завдяки чому вони були знайдені разом.

## Онфим-учень

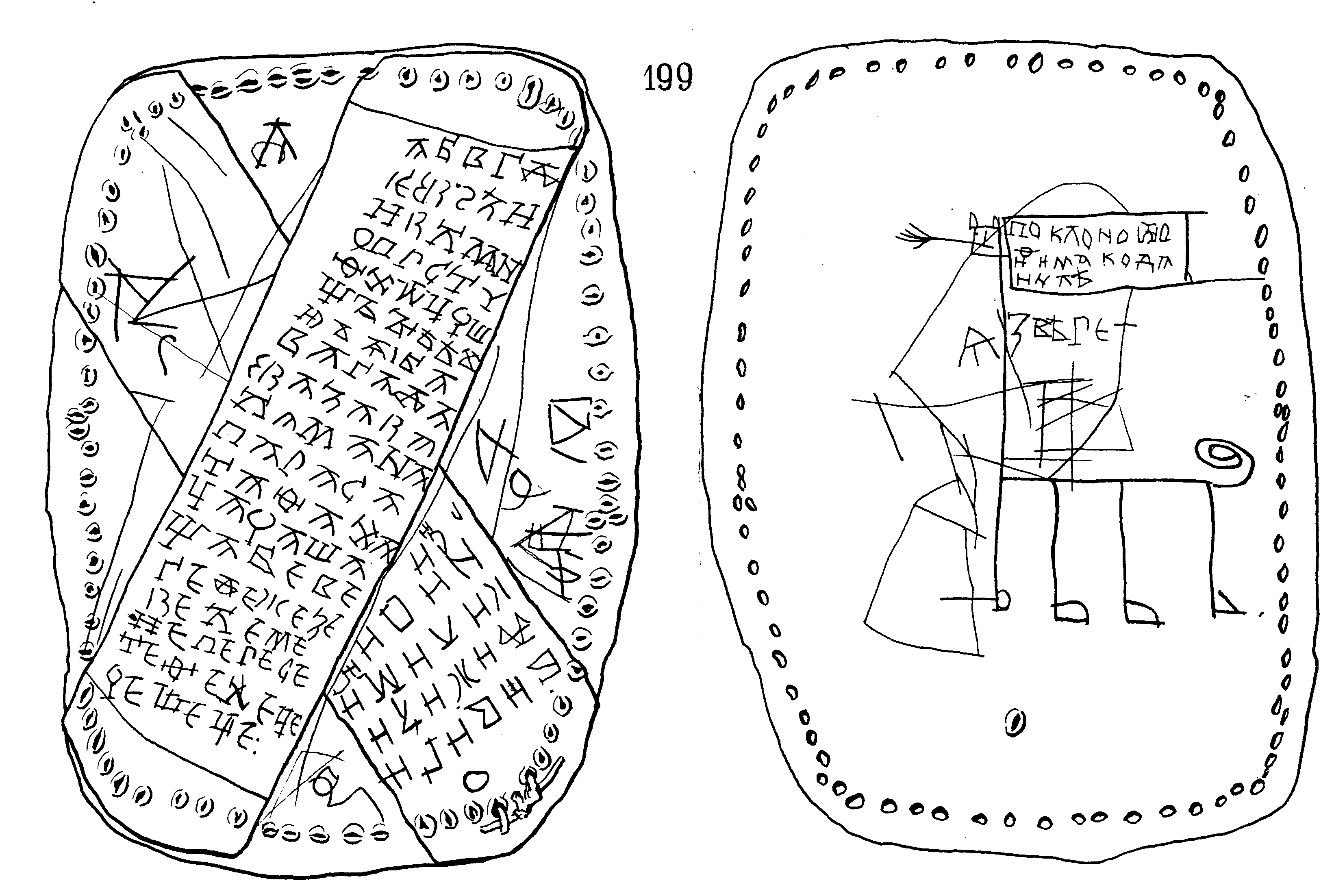
Денце туєска (берестяні грамоти № 199), активно пописане і розмальоване Онфимом. На двох перехресних смужках бересту (ліворуч) — повна абетка і склади. На іншій стороні денця — формула «Уклін від Онфима до Данила», малюнок звіра і підпис «Я — звір»

Основна маса грамот Онфима — навчальні записи. Букви у виконанні Онфима виглядають досить чітко, не схоже, що він освоює їх вперше. В. Л. Янін припускає, що його вправи — закріпляючі при переході з цери (воскової таблички) на бересту, писання на якій вимагало спеціальних навичок. Одна з грамот Онфима являє собою денце берестяного туєса, яке нерідко давали дітям для вправ (знайдені подібні грамоти інших безіменних учнів). Три рази він виписує повну абетку, потім після неї йдуть склади: ба ва га да жа за ка… бе ве ге де же зе ке.. би ви ги ди жи зи ки… Це класична форма навчання грамоті («буки-аз — ба»), відома ще в Стародавній Греції і яка проіснувала до XIX століття.
Онфима також учили різним стандартним текстам. Наприклад, грамота № 199 містить традиційну формулу початку листа: «Поклоно ѿ Онѳима ко Данилѣ» (Данил — це, можливо, інший хлопчик, навчався разом з Онфимом;
А. В. Арциховський припускає, що грамота № 201, почерк якої дуже схожий, але має не дуже чіткі відмінності в деяких буквах, написана не Онфимом, а Данилом). У грамоті № 203 Онфим записує молитовну формулу, яка могла служити і підписом: «Г(оспод)и помози рабу своѥму Онѳиму». Грамота № 202 містить, ймовірно, навчальний зразок ділової записки: «На Домитрѣ возѧти доложзикѣ», тобто «Стягнути з Дмитра довжки». Нарешті, в ряді грамот (206, 207, 331, можливо, 208) Онфим виписує різні короткі фрагменти зі Слідуваної Псалтирі, тут же їх кидаючи або «переходячи» в інший текст.
Записи Онфима — цінне свідчення початкової освіти на Русі. З лінгвістичної точки зору цікаво, що в текстах Онфимом не використовує букв Ъ і Ь (замінюючи їх на О і Е), хоча в виписаних їм абетках вони є; таким чином, під час навчання так званої «побутової системи» письма, учень освоював і повний інвентар алфавіту, щоб швидше навчитися читати книжкові тексти.

## Онфим-художник

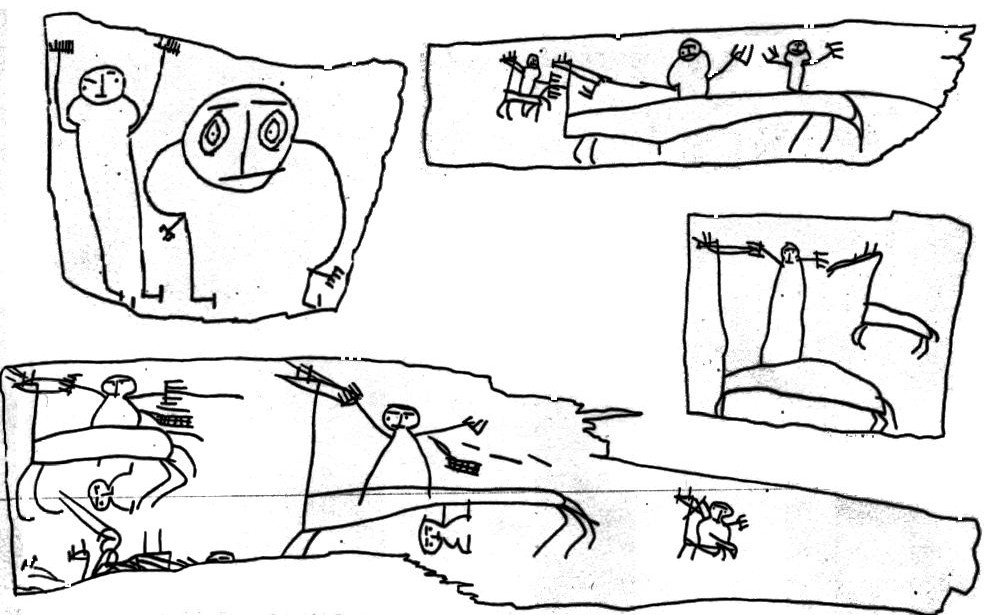
Малюнки Онфима

У хвилину відпочинку від занять Онфим звертається до малюнків. На невмілих, але по-своєму виразних картинках ми бачимо коней, воїнів у шоломах і плащах, сцени бою, стріли в польоті, вершника, який уражує ворога. Під цим вершником Онфим, який мріяв сам стати воїном, підписав своє ім'я: «Онѳиме». Представляв він себе і в образі казкового звіра, підписавши під його зображенням: «Ѧ звѣре». Під іншим чоловічком він підписує: «Павле».
Це одні з найдавніших відомих дитячих малюнків.